# Bir Tawil

Egypte
Soedan
Bir Tawil
Hala'ib-driehoek

Bir Tawil of Bi'r Tawīl (بئر طويل in het Arabisch, wat betekent "lange waterput") is een gebied ter grootte van 2060 km² langs de grens tussen Egypte en Soedan. Het gebied wordt door geen van beide aangrenzende landen opgeëist. Er wordt soms naar verwezen als de Bir Tawildriehoek, ondanks de trapezoïde vorm, waarbij de langste zijde in het noorden van het gebied samenvalt met 22° noorderbreedte. Van oost naar west is het gebied 46 kilometer lang in het zuiden en 95 kilometer lang in het noorden en van noord naar zuid 31 kilometer lang.
Het Bir Tawilgebied kwam in 1902 onder Egyptisch toezicht omdat het als weidegrond gebruikt werd door de Ababda-stam, een stam uit het Egyptische Aswan. Op hetzelfde moment kwam de Hala'ib-driehoek, een gebied ten noorden van de 22° noorderbreedtecirkel en ten noordoosten van Bir Tawil, onder Soedanees toezicht omdat de stammen die er actief waren uit Soedan kwamen. De twee "driehoeken" grenzen aan één punt, een vierlandenpunt. Egypte beheert de facto het gebied, maar het gebied komt niet voor op Egyptische overheidskaarten.

## Geschiedenis
In 1899, toen het Verenigd Koninkrijk de hegemonie bezat over het gebied, kwam men tot een akkoord over Soedan dat bepaalde dat de grens tussen Egypte en Soedan op 22° noorderbreedte kwam te liggen. In 1902 besloot het Verenigd Koninkrijk echter eenzijdig een nieuwe administratieve grens te tekenen waarbij een driehoekig stuk land ten noorden van de 22° noorderbreedtecirkel, de Hala'ib-driehoek, onder Soedan kwam te vallen. De opgegeven reden hiervoor was dat de bewoners dichter stonden bij Soedan dan bij Egypte, zowel geografisch als cultureel. Het gebied kwam dus onder de verantwoordelijkheid van de Britse gouverneur van in Khartoum. Bij wijze van compensatie verkreeg Egypte het veel minder waardevolle Bir Tawilgebied.
Egypte blijft echter vasthouden aan de oorspronkelijke grens van 1899 waarbij de Rode Zeedriehoek deel zou uitmaken van Egypte en het gebied van Bir Tawil van Soedan. Soedan daarentegen blijft de administratieve grens van 1902 verdedigen die het Rode Zeegebied bij Soedan indeelt en het gebied van Bir Tawil bij Egypte. Het resultaat hiervan is dat beide staten de Rode Zeedriehoek opeisen en geen van beide het minder waardevolle Bir Tawilgebied, dat tienmaal zo klein is als de Rode Zeedriehoek en geheel door land is omsloten. Hierdoor is Bir Tawil een van de weinige gebieden op aarde dat door geen enkele staat wordt opgeëist. Het is het enige terra nullius buiten Antarctica.

## Geografie
Het gebied grenst aan het Egyptische Gouvernement Rode Zee (Al Bahr al Ahmar of البحر الأحمر) in het noorden, en aan de Soedanese staten Rode Zee (Al-Bahr-al-Ahmar) in het zuiden en oosten en Nijl in het westen.
In het noorden van het gebied bevindt zich de berg Jabal Tawil met een hoogte van 459 meter. In het oosten bevindt zich de berg Jabal Ḩajar az Zarqā' met een hoogte van 662 meter. In het zuiden bevindt zich een vallei, de Wadi Tawil, ook wel Khawr Abū Bard geheten.

## Claims
Bir Tawil is een van de weinige gebieden in de wereld die onopgeëist zijn door een overheid. Door deze status van niemandsland wordt het vaak opgeëist door personen bij wijze van grap of de oprichting van een micronatie met territoriale claim. Deze gevallen worden door geen enkele erkende overheid serieus genomen.

## Inwoners
Er leven ongeveer 1000 mijnwerkers in Bir Tawil. Zij behoren tot de Ababda, een nomadengroep uit het noorden van Sudan. Zij hebben ook een dorp gecreëerd, genaamd Bir Tawil. Hier staan restaurants, winkeltjes en satelliettelefoons.